# Pentax ME
Pentax ME — малоформатный однообъективный зеркальный фотоаппарат фирмы Asahi Optical, производившийся с 1976 по 1981 год в чёрном и чёрно-серебристом исполнении. Кроме того выпускались ограниченные партии Pentax ME Super SE (Special Edition) с улучшенной отделкой корпуса (коричнево-серебристый) и расположенными по диагонали клиньями в фокусировочном экране вместо расположенных горизонтально у обычных моделей.

## Основные характеристики
- Только режим приоритета диафрагмы.
- Автоспуск с задержкой 4-10 секунд.
- Экспокоррекция ±2 EV с шагом 1 EV.
- Блокировка экспозамера отсутствует.
- Затвор из металлических шторок с вертикальным ходом 8 — 1/1000 сек, В.
- Курковый взвод затвора и перемотки плёнки.
- Питание 2 × 1,5 Вольта (A76, SR44, LR44).
- Встроенное TTL-экспонометрическое устройство.
- Отображение выбранной выдержки в видоискателе.

## Совместимость
Как и любая другая камера Pentax, оснащённая байонетом K, Pentax ME не может управлять диафрагмой объективов без кольца диафрагм. С объективами имеющими на кольце диафрагм положение «А» необходимо использовать положения с числовыми значениями.

## Дальнейшее развитие
На базе этой камеры были выпущены:
- Камера Pentax ME Super, в которую, кроме прочего, был добавлен ручной режим съемки;
- Полуформатный (18×24 мм) фоторегистратор медицинского назначения Pentax MF[1];
- Полнокадровый (24×36 мм) фоторегистратор медицинского назначения Pentax MF-1[2][3].
  - Фотоаппараты медицинского назначения предназначались для съёмки с использованием оптической системы эндоскопа, объективами не комплектовались. Эндоскоп присоединялся через специальный адаптер. Фокусировочный экран заменён на коллективную линзу с круглым полем зрения. Экспонометрическое устройство сохранено, только с точечным экспозамером. Затвор с механической (выбирается вручную) выдержкой 1/4 сек (вместо 1/100 сек). Кабельный синхроконтакт FP и X, фотовспышка встроена в осветитель эндоскопа.